# Unplugged (album d'Alice in Chains)
Pour les articles homonymes, voir Unplugged.
Albums de Alice in Chains
Alice in Chains
(1995) Nothing Safe : Best of the Box
(1999)
Singles
1. Over Now
Sortie : juillet 1996
2. Would?
Sortie : octobre 1996

Unplugged est le premier album live du groupe grunge américain, Alice in Chains. Il est sorti le 30 juillet 1996 sur le label Columbia Records et a été produit par le groupe et Toby Wright. 

## Historique
La performance a été enregistrée le 10 avril 1996 au Majestic Theater de la Brooklyn Academy of Music à New York dans le cadre de l'émission MTV Unplugged. Le spectacle a été enregistré par Alex Coletti. Contrairement à leurs concerts traditionnels, le groupe a présenté des éléments spécifiquement préparé pour cette performance, constitués principalement de chansons issus des EP Sap et Jar of Flies et également de Dirt et de Alice in Chains. Pour ce concert, le groupe fut épaulé par Scott Olson, qui à l'époque était le guitariste rythmique du groupe Heart.
Deux singles furent tirés de cet album, Over Now et Would? qui se classèrent respectivement à la 4e et à la 19e place dans les charts Mainstream Rock Tracks de Billboard.
Cet album se classa à la troisième place du Billboard 200 aux États-Unis et sera certifié double disque de platine le 5 août 2022 pour plus de deux millions d'albums vendus. Il atteindra la 20e place dans les charts britanniques. En France, l'album resta classé que deux semaines pour atteindre une 26e meilleure place.
L'album est sorti le 8 octobre 1996 sous format de VHS qui a été certifiée vidéo d'or par la Recording Industry Association of America pour plus de 50 000 vidéos VHS vendus.

## Liste des morceaux
| 1.    | Nutshell          | Jerry Cantrell / Layne Staley / Mike Inez / Sean Kinney | 4:58 |
| 2.    | Brother           | J. Cantrell                                             | 5:27 |
| 3.    | No Excuses        | J. Cantrell                                             | 4:57 |
| 4.    | Sludge Factory    | J. Cantrell / L. Staley / S. Kinney                     | 4:36 |
| 5.    | Down In A Hole    | J. Cantrell                                             | 5:46 |
| 6.    | Angry Chair       | L. Staley                                               | 4:36 |
| 7.    | Rooster           | J. Cantrell                                             | 6:41 |
| 8.    | Got Me Wrong      | J. Cantrell                                             | 4:59 |
| 9.    | Heaven Beside You | J. Cantrell / M. Inez                                   | 5:38 |
| 10.   | Would ?           | J. Cantrell                                             | 3:43 |
| 11.   | Frogs             | J. Cantrell / L. Staley / M. Inez / S. Kinney           | 7:30 |
| 12.   | Over Now          | J. Cantrell / S. Kinney                                 | 7:12 |
| 13.   | Killer Is Me      | J. Cantrell                                             | 5:23 |
| 71:32 |                   |                                                         |      |

## Musiciens présents à l'enregistrement
Alice in Chains
- Jerry Cantrell : guitare acoustique, chant.
- Layne Staley : chant, guitare acoustique sur Angry Chair.
- Sean Kinney : batterie, percussions.
- Mike Inez : basse acoustique, guitare acoustique sur The Killer is Me.

Musicien additionnel
- Scott Olson : guitare acoustique, basse acoustique sur The Killer is Me.

## Charts et certifications
| Pays             | Durée du classement | Meilleur classement |
| ---------------- | ------------------- | ------------------- |
| Allemagne        | 7 semaines          | 46e                 |
| Australie        | 5 semaines          | 12e                 |
| Autriche         | 6 semaines          | 23e                 |
| Belgique (W)     | 6 semaines          | 15e                 |
| Canada           | 12 semaines         | 11e                 |
| États-Unis       | 33 semaines         | 3e                  |
| Finlande         | 6 semaines          | 13e                 |
| France           | 2 semaines          | 26e                 |
| Norvège          | 7 semaines          | 9e                  |
| Nouvelle-Zélande | 8 semaines          | 8e                  |
| Pays-Bas         | 9 semaines          | 33e                 |
| Royaume-Uni      | 3 semaines          | 20e                 |
| Suède            | 7 semaines          | 7e                  |
| Suisse           | 3 semaines          | 41e                 |

| Pays       | Certification | Ventes      | Date       |
| ---------- | ------------- | ----------- | ---------- |
| Australie  | Or            | 35 000 +    | 2008       |
| Canada     | Or            | 50 000 +    | 24/09/1996 |
| États-Unis | 2 × Platine   | 2 000 000 + | 05/08/2022 |

### Charts singles
| Année | Single   | Chart                  | durée du classement | Position |
| ----- | -------- | ---------------------- | ------------------- | -------- |
| 1996  | Over Now | Mainstream Rock Tracks | 26 semaines         | 4e       |
| 1996  | Over Now | Alternative Songs      | 14 semaines         | 24e      |
| 1996  | Over Now | RPM Top Singles        | 11 semaines         | 50e      |
| 1996  | Would?   | Rock Tracks            | 26 semaines         | 19e      |